# Christian Ludwig Ermisch

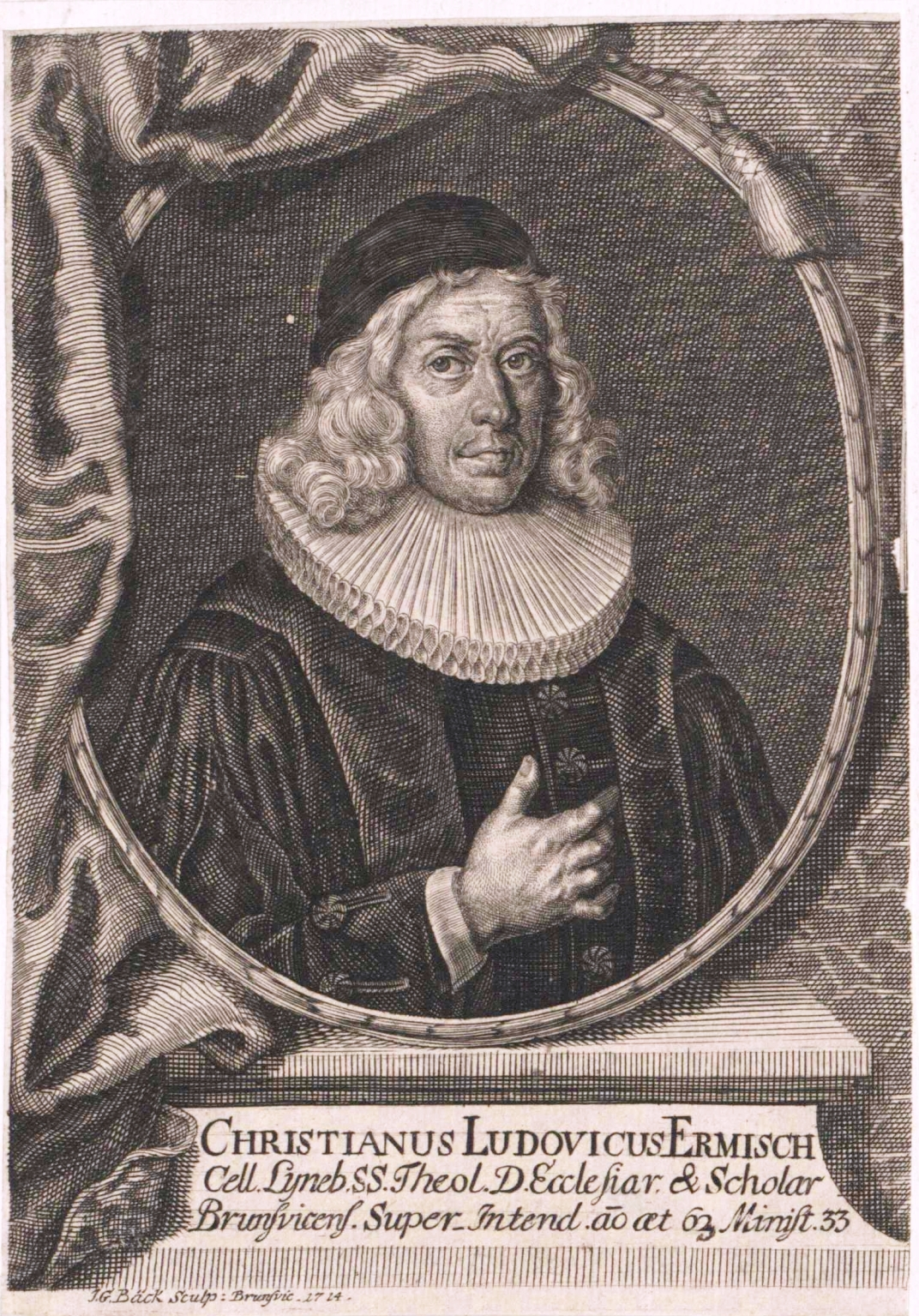
Christian Ludwig Ermisch, Stich von Johann Georg Beck (1714)

Christian Ludwig Ermisch (* 15. November 1652 in Celle; † 19. Dezember 1722 in Braunschweig) war ein deutscher lutherischer Theologe. Von 1682 bis 1693 war er Pastor an der Braunschweiger Katharinenkirche. Seit 1693 wirkte er als 15. Superintendent der Stadt Braunschweig.

## Leben und Werk
Er war der Sohn des Hoffouriers Christoph Ermisch. Nach dem zwischen 1673 und 1676 absolvierten Studium der Theologie an der Universität Helmstedt wurde er 1682 Pastor an der Katharinenkirche in Braunschweig. Er wurde 1689 unter Friedrich Ulrich Calixt Lizenziat an der Theologischen Fakultät in Helmstedt, wo er 1693 zum Doktor der Theologie promoviert wurde. Im selben Jahr wurde Ermisch als Nachfolger des nach Kopenhagen wechselnden Bartholomäus Botsack Superintendent der Stadt Braunschweig.
Im Auftrag Herzog Rudolf Augusts stellte Ermisch ein für das Herzogtum verbindliches Gesangbuch unter dem Titel „Gottes Himmel auf Erden. Das ist: Das Braunschweigische ordentliche allgemeine Gesangbuch“ zusammen, das 1686 erschien. Aus Ermischs langjähriger intensiver Predigttätigkeit sind zahlreiche Texte überliefert. So hielt er für den am 26. Januar 1704 verstorbenen Herzog Rudolf August die Leichenpredigt. Erhalten ist auch seine Predigt aus dem Jahre 1710 anlässlich der Trauerfeier für die Herzogin Sophie Amalie, Ehefrau des Erbprinzen August Wilhelm.
Ermisch starb 1722 in Braunschweig und wurde in der dortigen Katharinenkirche bestattet.

### Familie
Im Jahre 1682 heiratete er Maria Elisabeth Mente († 1727), Schwester von Rosine Elisabeth Menthe, die seit 1681 in morganatischer Ehe mit dem Landesherrn Herzog Rudolf August vermählt war. Von den drei Kindern aus der Ehe Ermischs wurde der Sohn August Adolf später Hofgerichtsassessor in Wolfenbüttel. Eine Schwester Ermischs war seit 1684 verheiratet mit dem pietistischen Kirchenlieddichter Heinrich Georg Neuss.